# Corypheae
Corypheae és una tribu de palmeres de la subfamília Coryphoideae. En classificacions anteriors, la tribu Corypheae incloïa quatre subtribus: Coryphinae, Livistoninae, Thrinacinae i Sabalinae, però estudis filogenètics recents han fet que els gèneres d'aquestes subtribus es transfereixin a altres tribus (Chuniophoeniceae, Trachycarpeae, Cryosophileae i Sabaleae). Ara la tribu Corypheae es limita al gènere Corypha.

## Subtribus i gèneres[calcitació]
- Subtribu: Coryphinae
  - Gèneres: Chuniophoenix - Corypha - Kerriodoxa - Nannorrhops
- Subtribu: Livistoninae
  - Gèneres: Acoelorrhaphe - Brahea - Colpothrinax - Copernicia - Johannesteijsmannia - Licuala - Livistona - Pholidocarpus - Pritchardia - Pritchardiopsis - Serenoa - Washingtonia
- Subtribu: Sabalinae
  - Gèneres: Sabal
- Subtribu: Thrinacinae
  - Gèneres: Chamaerops - Chelyocarpus - Coccothrinax - Cryosophila - Guihaia - Itaya - Maxburretia - Rhapidophyllum - Rhapis - Schippia - Thrinax - Trachycarpus - Trithrinax - Zombia